# Rallarstigen
Le Rallarstigen est un sentier de randonnée situé dans le comté de Norrbotten en Laponie suédoise. Il relie Vassaraträsk près de Gällivare à Porjus, pour une longueur de 44 km. En chemin, il traverse la réserve naturelle de Stubba et le parc national de Muddus. Tous les ans, près du début du mois de juillet, une randonnée est organisée, appelée Rallarmarschen, s'achevant à Porjus, suivi quelques jours après de la journée de la cascade (Fallens dag) durant laquelle le barrage de Porjus libère l'eau dans le cours naturel, reformant la cascade qui existait avant la construction du barrage.

## Histoire
Le chemin remonte au moins au XVIIIe siècle, étant une importante voie de communication pour les Samis, puis pour les premiers habitants suédois. En 1888, avec la construction de la voie de chemin de fer Malmbanan desservant Gällivare, ce chemin devient un sentier touristique et l'association touristique suédoise (Svenska Turistföreningen, STF) le balise et installe des planches pour faciliter la traversée des tourbières en 1891. Le chemin est ainsi le premier chemin touristique du STF en Laponie. Il permet de rejoindre la vallée du Luleälven et en particulier les chutes de Harsprånget, et par bateau celles de Stora Sjöfallet.
En attendant la construction de la voie de chemin de fer entre Gällivare et Porjus (Inlandsbanan), ce chemin est utilisé pour transporter les matériaux pour la construction de la centrale hydroélectrique de Porjus dans les années 1910 et prend alors le nom de Rallarstigen (en suédois, Rallare désigne une personne chargée de construire une voie ferrée).
Le chemin est rouvert en 1994.